# Gisenyi (Sektor)
Gisenyi (Kinyarwanda Umurenge wa Gisenyi) ist einer von zwölf Sektoren im Distrikt Rubavu in der Westprovinz von Ruanda.

## Geographie
Gisenyi hat eine Fläche von 11,3 km². Der Sektor grenzt im Norden Rubavu, im Osten Rugerero, im Südosten Nyamyumba und im Westen an die Demokratische Republik Kongo. Der Sektor unterteilt sich in die sieben Zellen Amahoro, Bugoyi, Kivuma, Mbugangari, Nengo, Rubavu und Umuganda.

## Bevölkerung
Nach Stand der Volkszählung von 2022 liegt die Einwohnerzahl bei 51.594. Zehn Jahre zuvor waren es 53.603, was einem jährlichen Bevölkerungsrückgang von 0,38 Prozent zwischen 2012 und 2022 entspricht.

## Verkehr
Im Sektor befindet sich der Flughafen Gisenyi. Von der Grenze zur DR Kongo geht die Nationalstraße 2 nach Osten ab und von dieser nach Norden die Nationalstraße 18.